# She's All on My Mind
She's All on My Mind is een nummer van de Schotse band Wet Wet Wet uit 1995. Het is de vijfde single van hun vierde studioalbum Picture This.
Zoals meerdere nummers op het album "Picture This", is ook "She's All on My Mind" een ballad die gaat over een man die door zijn vrouw is verlaten. De man hoopt zijn ex op de één of andere manier toch terug te krijgen. Het nummer werd een bescheiden hit op de Britse eilanden, met een 17e positie in het Verenigd Koninkrijk. In het Nederlandse taalgebied deed de plaat niets in de hitlijsten.

## Tracklijst
- 7"

1. "She's All On My Mind" - 3:55
2. "If You Only Knew" - 2:59